# ایستگاه شیروکانه-تاکاناوا
ایستگاه شیروکانه-تاکاناوا (به ژاپنی: 白金高輪駅 Shirokane-takanawa-ekStation) یک ایستگاه قطار واقع در تاکاناوا ۱-چومه در میناتو-کو، توکیو در ژاپن است. این ایستگاه توسط متروی توکیو و اداره حمل و نقل توکیو (توئی) اداره می‌شود.